# Kopacivka Druha, Volociîsk
Kopacivka Druha (în ucraineană Копачівка Друга) este un sat în comuna Pahutînți din raionul Volociîsk, regiunea Hmelnîțkîi, Ucraina.

## Demografie
Componența lingvistică a localității Kopacivka Druha
     Ucraineană (100%)
Conform recensământului din 2001, toată populația localității Kopacivka Druha era vorbitoare de ucraineană (100%).